# Малий Ржавець
Ма́лий Ржаве́ць — село в Україні, у Черкаському районі Черкаської області, підпорядковане Степанецькій сільській громаді. Населення становить 291 осіб.

## Населення

### Мова
Розподіл населення за рідною мовою за даними перепису 2001 року:
| Мова            | Кількість | Відсоток |
| --------------- | --------- | -------- |
| українська      | 284       | 97.59%   |
| російська       | 6         | 2.06%    |
| інші/не вказали | 1         | 0.35%    |
| Усього          | 291       | 100%     |

## Персоналії
Уродженці:
- Ковпик Федір Терентійович — український діяч вищої освіти, директор Харківського державного бібліотечного інституту.

Мешканці:
- Козелець Віталій Павлович (1978—2022) — солдат Збройних Сил України, учасник російсько-української війни, який загинув під час російського вторгнення в Україну.